# Fabrice Pancrate
Fabrice Pancrate, né le 2 mai 1980 à Paris, est un footballeur français évoluant au poste d'attaquant de 1999 à 2014.

## Carrière
Formé au CS Louhans-Cuiseaux où il fait ses débuts en Ligue 2 sous les ordres de Philippe Hinschberger, il est recruté par Guingamp. 
Fabrice Pancrate débute en Ligue 1, lors du match Bastia – Guingamp (2-0) le 28 avril 2001. 
Peu en vue en Bretagne, il s'engage au Mans en 2002, où il va véritablement se révéler.
Auteur d'une bonne saison 2003-2004 avec le MUC, il est repéré par Vahid Halilhodžić et intègre l'effectif du PSG à l'intersaison 2004 pour une somme avoisinant les 3 M€. Le transfert a mis du temps à se conclure en raison des exigences élevées du MUC. Lors d'une première saison mouvementée (deux entraineurs et deux présidents), Fabrice réalise une saison correcte en inscrivant six buts (dont un en Ligue des champions contre le CSKA Moscou).
Très peu utilisé en début de saison 2005-2006, l'arrivée de Guy Lacombe intervient comme une opportunité pour lui de gagner du temps de jeu car les deux hommes se connaissent depuis leur expérience  commune à Guingamp. Guy Lacombe le convainc de rester alors qu'il était proche d'un transfert pour l'AJ Auxerre. Ce témoignage de confiance porte ses fruits car Fabrice Pancrate trouve par trois fois le fond des filets (en trois matchs) avec notamment deux buts décisifs à la 94e minute contre Troyes (score final 2-1) et à la 82e minute contre Saint-Etienne d'une splendide retournée acrobatique qui permet à son équipe d'égaliser (score final 2-2).
Le limogeage de Guy Lacombe puis son remplacement par Paul Le Guen lui vaut une importante baisse de temps de jeu. Envoyé en CFA avec l'équipe réserve par l'ex-entraîneur lyonnais, le joueur est invité à partir. Il est alors prêté le 31 janvier 2007 au Real Betis Séville où il se blesse après seulement quelques matchs. Le 31 août 2007, il est prêté au FC Sochaux. Il contribuera au maintien du club parmi l'élite mais Sochaux ne le retiendra pas. Il reviendra au PSG et grâce à une bonne préparation pendant laquelle il inscrira quatre buts, Paul Le Guen le conservera dans l'effectif puis ira même jusqu'à le titulariser, le 24 septembre 2008, face à Monaco en Coupe de la Ligue, où il inscrira le but de la victoire. La suite de sa saison sera moins idyllique car Paul le Guen ne le titularisera que rarement, préférant le faire rentrer en jeu en cours de match.
Il quitte le PSG le 30 juin 2009, à la fin de son contrat le liant au club de la capitale. 
À l'intersaison, ses prétentions salariales trop élevées le freinent dans sa recherche d'un nouveau challenge. 
Il rejoint finalement Newcastle United, alors en deuxième division anglaise, en novembre 2009. Lors de cette saison, il participe à 19 rencontres, la majorité comme remplaçant,  et contribue ainsi à la remontée du club en Premier league. Son contrat d'une année n'est pas reconduit en juin 2010 par le club anglais : Fabrice Pancrate n'est pas de l'aventure à l'échelon supérieur l'année suivante et se retrouve de nouveau au chômage. Son passage dans ce club est considéré comme un échec.
Il demeure sans club de juin 2010 à février 2011. En février 2011, il s'engage pour six mois avec le club grec d'AEL Larissa.
Il inscrit son premier but pour Larissa le 6 mars 2011 dans un match contre le Panathinaikos, lors duquel son équipe s'impose 2-0.
Après la fin de son contrat en juillet 2011, il s'entraîne avec le FC Nantes où il retrouve l’entraîneur adjoint Bruno Baronchelli qu'il a connu au PSG, et s'y engage officiellement le 18 juillet 2011. Il marque son premier but à la 90e minute d'une victoire contre Monaco (3-0).

## Statistiques
| Saison                | Club                  | Championnat           | Championnat | Championnat | Coupe nationale | Coupe nationale | Coupe de la Ligue | Coupe de la Ligue | Supercoupe | Supercoupe | Compétition(s) continentale(s) | Compétition(s) continentale(s) | Compétition(s) continentale(s) | Total | Total |
| Saison                | Club                  | Division              | M.          | B.          | M.              | B.              | M.                | B.                | M.         | B.         | Comp.                          | M.                             | B.                             | M.    | B.    |
| 1999-2000             | CS Louhans-Cuiseaux   | Division 2            | 2           | 0           | -               | -               | -                 | -                 | -          | -          | -                              | -                              | -                              | 2     | 0     |
| 2000-2001             | EA Guingamp           | Division 1            | 3           | 0           | -               | -               | -                 | -                 | -          | -          | -                              | -                              | -                              | 3     | 0     |
| 2001-2002             | EA Guingamp           | Division 1            | 3           | 0           | 1               | 0               | -                 | -                 | -          | -          | -                              | -                              | -                              | 4     | 0     |
| 2002-2003             | Le Mans UC            | Ligue 2               | 28          | 3           | 1               | 0               | 3                 | 3                 | -          | -          | -                              | -                              | -                              | 32    | 6     |
| 2003-2004             | Le Mans UC            | Ligue 1               | 36          | 5           | 3               | 0               | 1                 | 1                 | -          | -          | -                              | -                              | -                              | 40    | 6     |
| 2004-2005             | Paris SG              | Ligue 1               | 29          | 5           | 2               | 0               | -                 | -                 | -          | -          | C1                             | 5                              | 1                              | 36    | 6     |
| 2005-2006             | Paris SG              | Ligue 1               | 29          | 3           | 5               | 1               | 1                 | 0                 | -          | -          | -                              | -                              | -                              | 35    | 4     |
| 2006-jan 2007         | Paris SG              | Ligue 1               | 15          | 1           | 1               | 0               | 2                 | 1                 | 1          | 0          | C3                             | 4                              | 0                              | 23    | 2     |
| jan 2007-2007         | Betis Séville (prêt)  | Liga                  | 7           | 1           | -               | -               | -                 | -                 | -          | -          | -                              | -                              | -                              | 7     | 1     |
| 2007-2008             | FC Sochaux (prêt)     | Ligue 1               | 18          | 1           | 2               | 0               | 1                 | 0                 | -          | -          | C3                             | 2                              | 0                              | 23    | 1     |
| 2008-2009             | Paris SG              | Ligue 1               | 22          | 1           | 3               | 0               | 4                 | 1                 | -          | -          | C3                             | 9                              | 0                              | 38    | 2     |
| 2009-2010             | Newcastle United      | Championship          | 16          | 1           | 3               | 0               | -                 | -                 | -          | -          | -                              | -                              | -                              | 19    | 1     |
| 2010-2011             | Larissa               | Super League          | 8           | 1           | -               | -               | -                 | -                 | -          | -          | -                              | -                              | -                              | 8     | 1     |
| 2011-2012             | FC Nantes             | Ligue 2               | 24          | 7           | 2               | 0               | 1                 | 0                 | -          | -          | -                              | -                              | -                              | 27    | 7     |
| 2012-2013             | FC Nantes             | Ligue 2               | 23          | 3           | 2               | 0               | 1                 | 0                 | -          | -          | -                              | -                              | -                              | 26    | 3     |
| 2013-2014             | FC Nantes             | Ligue 1               | 13          | 0           | -               | -               | 2                 | 0                 | -          | -          | -                              | -                              | -                              | 15    | 0     |
| Total sur la carrière | Total sur la carrière | Total sur la carrière | 263         | 31          | 25              | 1               | 16                | 6                 | 1          | 0          | -                              | 20                             | 1                              | 325   | 39    |

## Palmarès
- Paris Saint-Germain
  - Vainqueur de la Coupe de France : 2006
  - Finaliste du Trophée des champions : 2006

- Newcastle
  - Champion d'Angleterre D2 : 2010
- Extra-sportif

Vainqueur du Banc d'or J+1 : 2013/2014 , 2014/2015